# Danthonia chaseana
Danthonia chaseana là một loài thực vật có hoa trong họ Hòa thảo. Loài này được Conert mô tả khoa học đầu tiên năm 1975.